# Trudpert
Trudpert, mort en 607 ou 644, était missionnaire en Allemagne. Certains le considèrent comme un moine venant d'Irlande, d'autres comme allemand. Ce que l'on sait de sa vie repose essentiellement sur la légende et la tradition.

## Hagiographie
D'après la légende, il alla à Rome pour recevoir son ordre de mission d'évangélisation du pape en personne. Il quitta ensuite l'Italie et arriva au pays des Alamans, dans le Brisgau.
Un noble, nommé Otbert lui fit don d'une terre situé au sud de Fribourg-en-Brisgau, pour y accomplir son œuvre missionnaire.
Là, Trudpert défricha, et construisit un ermitage et une chapelle, où il vécut dans le travail, la prière et l'ascetisme.
Un jour qu'il dormait sous un sapin, il fut assassiné par un des serfs qu'Otbert lui avait donné pour son service, mécontent d'avoir à effectuer de trop lourdes tâches. Otbert l'ensevelit pieusement.
Au siècle suivant, l'abbaye de saint Trudpert fut bâtie à l'emplacement du meurtre du saint.

## Vénération

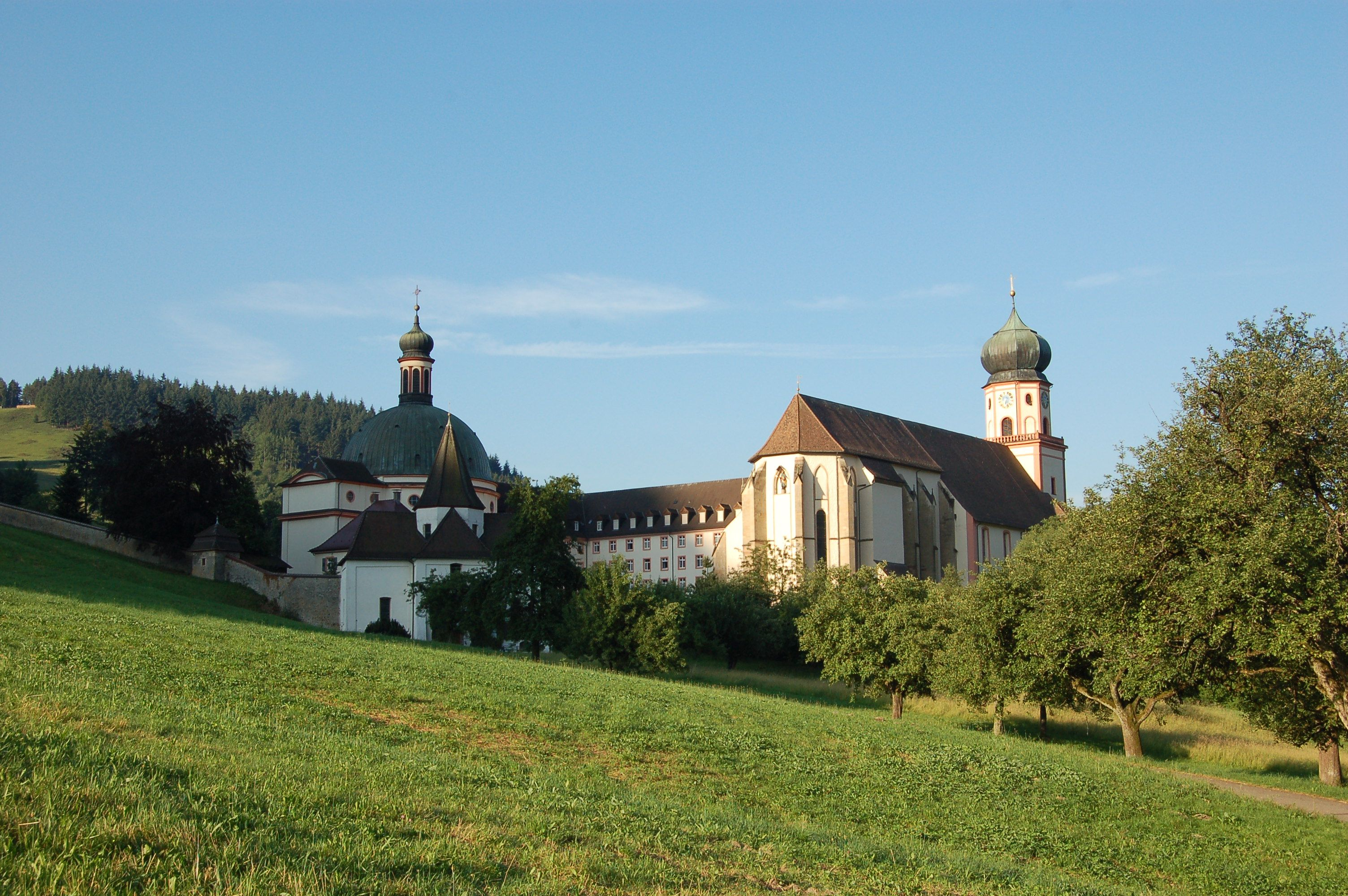
Abbaye Saint Trudpert

En 815, ses reliques furent transférées et sa première biographie fut écrite. Cette biographie fut révisée au Xe siècle et au XIIIe siècle. 
Ses reliques furent enfin déposées dans l'église abbatiale de l'abbaye Saint Trudpert tandis qu'une autre partie fut conservée au monastère d'Ettenheim.
Trudpert est représenté portant la palme du martyre et la hache, utilisée par son meurtrier. Il est considéré comme saint dans la tradition chrétienne, sa fête est fixée au 26 avril.

## Sources
- Gustav Wilhelm Körber: Die Ausbreitung des Christenthums im südlichen Baden. Heidelberg: Winter, 1878.
- A. Baur: Der Todestag des hl. Trudpert. In: Freiburger Diözesan-Archiv (FDA), Band XI (1877), Seite 247-252.
- (en)  Cet article contient des extraits traduits d'un article de la Catholic Encyclopedia dont le contenu se trouve dans le domaine public.